# Смерть в Венеции (фильм)
«Смерть в Венеции» (итал. Morte A Venezia) — драматический кинофильм итальянского режиссёра Лукино Висконти, вышедший на экраны в 1971 году, экранизация одноимённой новеллы Томаса Манна, затрагивающая тему жизни и смерти, а также однополой любви. Фильм был отмечен наградами и номинациями крупнейших премий и призами на кинофестивалях. Главные роли исполнили Дирк Богард и Бьёрн Андресен.

## Сюжет
Переживающий духовный и творческий кризис композитор (в книге — писатель, профессия была заменена режиссёром и сценаристом) Густав фон Ашенбах приезжает отдохнуть на курорт Лидо близ Венеции. Однако покоя он здесь не находит, привлечённый красотой юноши-поляка (в книге — польского мальчика) Тадзио, отдыхающего в Лидо с семьёй. Тем временем под задувание сирокко в Венеции распространяется эпидемия холеры, скрываемая властями города. Пленённый страстью, композитор грезит наяву, переживая вновь важнейшие моменты своей жизни и многое переоценивая заново. А в это время смертельная болезнь добирается до него и... Финал, как понятно из названия, печален.

## В ролях
- Дирк Богард — Густав фон Ашенбах
- Бьорн Андресен — Тадзио
- Марк Бернс — Альфред
- Мариса Беренсон — госпожа фон Ашенбах
- Сильвана Мангано — мать Тадзио
- Ромоло Валли — менеджер гостиницы
- Нора Риччи — гувернантка
- Кароль Андре — Эсмеральда
- Франко Фабрици — парикмахер

## Съёмочная группа
- Режиссёр: Лукино Висконти
- Сценаристы: Лукино Висконти, Никола Бадалукко

по одноимённому рассказу Томаса Манна
- Оператор: Паскуалино Де Сантис
- Продюсер: Лукино Висконти
- Исполнительный продюсер: Марио Галло
- Монтажёр: Руджеро Мастроянни
- Художник: Фердинандо Скарфиотти
- Художник по костюмам: Пьеро Този
- В фильме использована музыка из Третьей и Пятой симфоний Густава Малера и «Колыбельная песня» («Спи, усни, крестьянский сын») из цикла «Юные годы. Собрание романсов и песен» Мусоргского на слова Островского в свободном изложении актрисы Macha Predit (a cappella).
- Производство Alfa Cinematografica.

## Анализ
Фильм — это размышление об эфемерности всего прекрасного в жизни: красоты, любви, юности; о неизбежности смерти.
Лукино Висконти:
«Прежде всего: я не нахожу, что то, о чём говорит мне Манн в „Смерти в Венеции“, так жёстко датировано в том смысле, что сегодня уже превзойдено. Я бы сказал, тема этой новеллы — а её можно переосмыслить как тему „смерти искусства“ или как тему превосходства „политики“ над „эстетикой“ — всё ещё остается современной».
Образ главного героя фильма на самом деле сложносоставной. С одной стороны, сюжетная канва событий, происходящих с писателем Густавом фон Ашенбахом из новеллы Манна, сохранена. С другой стороны, присутствуют детали биографии Густава Малера — композитора, чья музыка использована в фильме.
Как известно, образ Густава фон Аушенбаха в новелле и восходит к Густаву Малеру, поклонником творчества которого являлся Томас Манн. Диалоги же главного героя с его другом Альфредом о музыке и красоте отсылают к роману «Доктор Фаустус» того же Томаса Манна. Ашенбах, великолепно сыгранный у Висконти Дирком Богардом, лишён демонических черт манновского «Докторa Фаустуса». Ими наделён друг Ашенбаха, Альфред, прототипом которого является герой «Докторa Фаустуса» Адриан Леверкюн. Этот персонаж, отсутствующий в манновской новелле, как считали сценаристы, восходит к образу Арнольдa Шёнберга, впервые встретившегося с Малером в 1903 году.
Ашенбах «слишком» человечен, и вместе с тем его восхождение к абсолютной красоте таково, что уже не важно, что его последняя любовь, Тадзио, именно мальчик, а не кто-то другой; и что принесение в жертву этой любви своей жизни выглядит на первый взгляд нелепым и бессмысленным. Красота побеждает всё — нелепости, предрассудки, горе, жизнь, смерть. И фильм на тему «смерти искусства» в итоге доказывает противоположное.

## Реакция
Фильм высоко оценён критиками и публикой. Так, на сайте «Rotten Tomatoes» он получил 73 процента «свежего» рейтинга критиков и 70-процентный рейтинг аудитории.

## Награды
Картина была удостоена юбилейной премии «в честь 25-летней годовщины Каннского фестиваля», но главный приз «Золотая пальмовая ветвь» всё-таки достался фильму британского режиссёра Джозефа Лоузи «Посредник». Некоторые участники церемонии награждения посчитали это оскорбительным для Лукино Висконти.
Картина получила следующие награды:
- 1972 — Премия BAFTA
  - Лучшая работа художника — Фердинандо Скарфиотти
  - Лучшая операторская работа — Паскуалино Де Сантис
  - Лучшие костюмы — Пьеро Този
  - Лучший саундтрек — Витторио Трентино, Джузеппе Муратори
- 1971 — Каннский кинофестиваль
  - Приз в честь 25-летней годовщины — Лукино Висконти
- 1971 — Премия «David di Donatello»
  - Лучший режиссёр — Лукино Висконти

### Номинации
- 1972 — Премия «Оскар»
  - Лучшие костюмы — Пьеро Този
- 1972 — Премия BAFTA
  - Лучший актёр — Дирк Богард
  - Лучшая режиссура — Лукино Висконти
  - Лучший фильм
- 1971 — Каннский кинофестиваль
  - «Золотая пальмовая ветвь» — Лукино Висконти